# Casa modernista del carrer Major, 71 (Torrelles de Llobregat)
La Casa modernista del carrer Major, 71 és una obra de Torrelles de Llobregat (Baix Llobregat) inclosa a l'Inventari del Patrimoni Arquitectònic de Catalunya.

## Descripció
Casa de planta rectangular, planta baixa i un pis. La planta baixa presenta, a nivell de façana, dues portes i dues finestres alternades. El primer pis un balcó amb dues sortides i una petita finestreta circular. Elements decoratius són composts per rajoles. Coronat per una barana balustrada i un petit sostre decoratiu a doble vessant. A un dels costats de l'edifici un dels cossos destaca més en alçada i presenta una estructura diferent encara que tot pertany a la mateixa època.

## Història
Inicis del segle xx.